# Flosmaris bathamae
Flosmaris bathamae är en havsanemonart som beskrevs av Hand 1961. Flosmaris bathamae ingår i släktet Flosmaris och familjen Isophelliidae. Inga underarter finns listade i Catalogue of Life.